# بنای محمد حطر
بنای محمد حطر مربوط به سدهٔ ۸ و ۹ ه.ق است و در شهرستان نور، بخش بلده، دهستان شیخ فضل ا، روستای بردون واقع شده و این اثر در تاریخ ۲۶ اسفند ۱۳۸۶ با شمارهٔ ثبت ۲۱۹۵۴ به‌عنوان یکی از آثار ملی ایران به ثبت رسیده است.